# Czemierniki (gmina)
Pour les articles homonymes, voir Czemierniki.
Czemierniki est une gmina rurale (gmina wiejska) du powiat de Radzyń Podlaski, dans la Voïvodie de Lublin, dans l'est de la Pologne.
Son siège administratif (chef-lieu) est le village de Czemierniki, qui se situe environ 13 kilomètres (km) au sud de Radzyń Podlaski (siège du powiat) et 48 kilomètres au nord de la capitale régionale Lublin (capitale de la voïvodie).
La gmina couvre une superficie de 107,71 km2 pour une population de 4 648 habitants en 2006.

## Histoire
De 1975 à 1998, le village est attaché administrativement à l'ancienne voïvodie de Lublin.

Depuis 1999, il fait partie de la nouvelle voïvodie de Lublin.

## Géographie
La gmina inclut les villages (sołectwa) de:

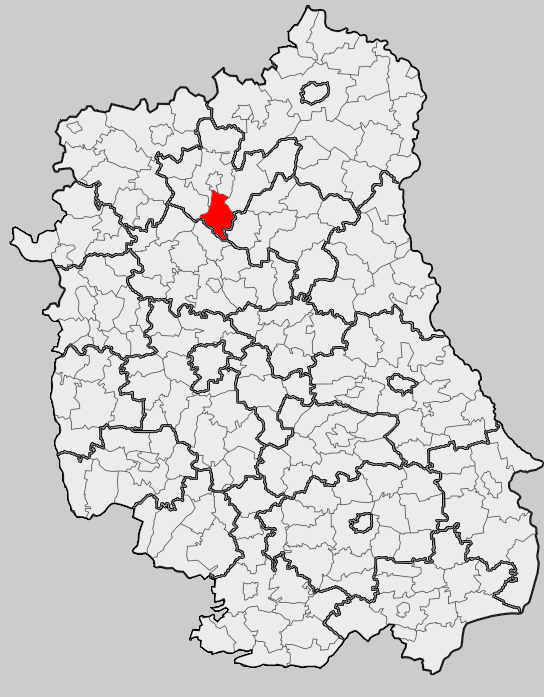
Position de la gmina dans la voïvodie

- Bełcząc
- Czemierniki
- Lichty
- Niewęgłosz
- Skoki
- Stoczek
- Stójka
- Wygnanów

### Gminy voisines
La gmina de Czemierniki est voisine de:

la ville de :
- Radzyń Podlaski

et les gminy de:
- Borki
- Ostrówek
- Radzyń Podlaski
- Siemień
- Wohyń

## Structure du terrain
D'après les données de 2002, la superficie de la commune de Czemierniki est de 107,71 kilomètres carrés, répartis comme telle :
- terres agricoles : 69%
- forêts : 23%

La commune représente 11,16% de la superficie du powiat.

## Démographie
Données du 30 juin 2004 :
| Description        | Total  | Total | Femmes | Femmes | Hommes | Hommes |
| ------------------ | ------ | ----- | ------ | ------ | ------ | ------ |
| Unité              | Nombre | %     | Nombre | %      | Nombre | %      |
| Population         | 4 677  | 100   | 2 329  | 49,8   | 2 348  | 50,2   |
| Densité (hab./km²) | 43,4   | 43,4  | 21,6   | 21,6   | 21,8   | 21,8   |